# Mach Rider
Mach Rider é um jogo de corrida futurista criado pela Nintendo. Foi primeiramente lançado em 18 de outubro de 1985 para a Nintendo Entertainment System, como um dos 18 jogos de lançamento iniciais. Um mês depois, em 21 de novembro, o título foi lançado no Japão. Em 15 de março de 1987, foi lançado na Europa e na Austrália. Em julho de 2007, uma versão modificada foi lançada no Virtual Console do Wii.

## Enredo
O jogo se passa no ano de 2112. A Terra foi invadida por forças do mal conhecidas como Quadrunners. A cidade de Mach Rider, o herói do jogo, foi destruída e agora deve viajar de setor para setor em sua motocicleta em busca de sobreviventes e eliminando os inimigos que cruzam seu caminho.

## Versões
- Vs Mach Rider foi lançado como parte da série VS. Nintendo. Este arcade foi uma modificação do modo Endurance Course do jogo original. Incluía uma breve cena onde se podia ver Mach Rider de pé junto à moto.[1]
- O Virtual Console do Wii recebeu este jogo em 2007. Permaneceu exatamente o mesmo e o problema de salvar os circuitos criados foi resolvido.[2]